# Brachiaria comata
Brachiaria comata är en gräsart som först beskrevs av Achille Richard, och fick sitt nu gällande namn av Otto Stapf. Brachiaria comata ingår i släktet Brachiaria och familjen gräs. Inga underarter finns listade i Catalogue of Life.